# Playoffs NBA 1994
Los Playoffs de la NBA de 1994 fueron el torneo final de la temporada 1993-94 de la NBA. El campeón fue Houston Rockets (Conferencia Oeste) que derrotó por 4 - 3 a New York Knicks en las finales de la NBA. Este sería el primer título para los Rockets después de dos apariciones en las finales de 1981 y 1986.
El MVP de las Finales fue Hakeem Olajuwon de los Houston Rockets.

## Resumen
El mayor golpe del torneo se produjo en la primera ronda, cuando los Denver Nuggets consiguieron remontar un resultado en contra de 2-0 ante los Seattle Supersonics y vencer en 5 partidos, esta fue la primera vez en la historia de la NBA que un octavo clasificado derrotaba a un primer clasificado. Los Nuggets siguiero fuertes en las semifinales de conferencia hasta forzar a los Jazz a jugar 7 partidos, pero Utah Jazz finalmente ganó.
En estos playoffs se vio la primera serie ganada por los Indiana Pacers en sus 17 años de historia en la NBA, ganando 3-0 a Orlando Magic en la primera ronda, y eliminando al mejor clasificado de la Conferencia Este, Atlanta Hawks, por 4-2 en la segunda ronda, los Pacers avanzaron hasta las finales de la conferencia pero perdieron los partidos 6 y 7 ante los Knicks.
Fue la primera vez que los equipos provenientes de la ABA (1976-77; Indiana, Denver, San Antonio y New Jersey) conseguían meterse en playoffs en el mismo año.
Para los Chicago Bulls, este fue el playoff en el cual no pudieron disponer de Michael Jordan debido a su retirada el 6 de octubre de 1993. Después de ganar a los Cleveland Cavaliers en la primera ronda sin perder ningún partido, cayeron en siete partidos frente a los Knicks en las Semifinales de la Conferencia Este.
Los Knicks hicieron historia con un récord de 25 partidos, el mayor número de partidos jugados durante las series de playoffs. Su serie más fácil fue en primera ronda donde consiguió ganar a los Nets por un resultado de 3-1. Las siguientes fases forzaron a sus rivales a jugar 7 partidos eliminando a los 4-3 en las Semifinales de Conferencia, golpeando a los Pacers 4-3 en las Finales de Conferencia y cayendo 4-3 en las Finales de la NBA ante los Rockets.
Esta sería la última aparición en los playoffs de los Golden State Warriors hasta la temporada 2006-07.

## Clasificación Playoff

### Conferencia Este
En el Este Altlanta Hawks conseguiría el mejor récord en victorias-derrotas y pudo disfrutar por ello de la ventaja de campo hasta las Semifinales de Conferencia.
A continuación se muestran la lista de los equipos clasificados en la conferencia Este:
1. Atlanta Hawks
2. New York Knicks
3. Chicago Bulls
4. Orlando Magic
5. Indiana Pacers
6. Cleveland Cavaliers
7. New Jersey Nets
8. Miami Heat

### Conferencia Oeste
Por parte del Oeste sería Seattle quien consiguiese mejor balance y por tanto quien dispusiese de la ventaja de campo.
A continuación se muestran la lista de los equipos clasificados en la conferencia Oeste:
1. Seattle SuperSonics
2. Houston Rockets
3. Phoenix Suns
4. San Antonio Spurs
5. Utah Jazz
6. Golden State Warriors
7. Portland Trail Blazers
8. Denver Nuggets

## Cuadro de Enfrentamientos
|  | Primera Ronda     | Primera Ronda | Primera Ronda |   |             | Semifinales de Conferencia | Semifinales de Conferencia | Semifinales de Conferencia |  |    | Finales de Conferencia | Finales de Conferencia | Finales de Conferencia |  |    | Finales de la NBA | Finales de la NBA | Finales de la NBA |
|  |                   |               |               |   |             |                            |                            |                            |  |    |                        |                        |                        |  |    |                   |                   |                   |
|  | E1                | Atlanta*      | 3             |   |             |                            |                            |                            |  |    |                        |                        |                        |  |    |                   |                   |                   |
|  | E8                | Miami         | 2             |   |             |                            |                            |                            |  |    |                        |                        |                        |  |    |                   |                   |                   |
|  | E8                | Miami         | 2             |   | E1          | Atlanta*                   | 2                          |                            |  |    |                        |                        |                        |  |    |                   |                   |                   |
|  |                   |               |               |   | E1          | Atlanta*                   | 2                          |                            |  |    |                        |                        |                        |  |    |                   |                   |                   |
|  |                   | E5            | Indiana       | 4 |             |                            |                            |                            |  |    |                        |                        |                        |  |    |                   |                   |                   |
|  | E4                | E5            | Indiana       | 4 | Orlando     | 0                          |                            |                            |  |    |                        |                        |                        |  |    |                   |                   |                   |
|  | E4                |               |               |   | Orlando     | 0                          |                            |                            |  |    |                        |                        |                        |  |    |                   |                   |                   |
|  | E5                | Indiana       | 3             |   |             |                            |                            |                            |  |    |                        |                        |                        |  |    |                   |                   |                   |
|  | E5                | Indiana       | 3             |   |             |                            |                            |                            |  | E5 | Indiana                | 3                      |                        |  |    |                   |                   |                   |
|  | Conferencia Este  |               |               |   |             |                            |                            |                            |  | E5 | Indiana                | 3                      |                        |  |    |                   |                   |                   |
|  |                   | E2            | New York*     | 4 |             |                            |                            |                            |  |    |                        |                        |                        |  |    |                   |                   |                   |
|  | E3                | E2            | New York*     | 4 | Chicago     | 3                          |                            |                            |  |    |                        |                        |                        |  |    |                   |                   |                   |
|  | E3                |               |               |   | Chicago     | 3                          |                            |                            |  |    |                        |                        |                        |  |    |                   |                   |                   |
|  | E6                | Cleveland     | 0             |   |             |                            |                            |                            |  |    |                        |                        |                        |  |    |                   |                   |                   |
|  | E6                | Cleveland     | 0             |   | E3          | Chicago                    | 3                          |                            |  |    |                        |                        |                        |  |    |                   |                   |                   |
|  |                   |               |               |   | E3          | Chicago                    | 3                          |                            |  |    |                        |                        |                        |  |    |                   |                   |                   |
|  |                   | E2            | New York*     | 4 |             |                            |                            |                            |  |    |                        |                        |                        |  |    |                   |                   |                   |
|  | E2                | E2            | New York*     | 4 | New York*   | 3                          |                            |                            |  |    |                        |                        |                        |  |    |                   |                   |                   |
|  | E2                |               |               |   | New York*   | 3                          |                            |                            |  |    |                        |                        |                        |  |    |                   |                   |                   |
|  | E7                | New Jersey    | 1             |   |             |                            |                            |                            |  |    |                        |                        |                        |  |    |                   |                   |                   |
|  | E7                | New Jersey    | 1             |   |             |                            |                            |                            |  |    |                        |                        |                        |  | E2 | New York*         | 3                 |                   |
|  |                   |               |               |   |             |                            |                            |                            |  |    |                        |                        |                        |  | E2 | New York*         | 3                 |                   |
|  |                   | O2            | Houston*      | 4 |             |                            |                            |                            |  |    |                        |                        |                        |  |    |                   |                   |                   |
|  | O1                | O2            | Houston*      | 4 | Seattle*    | 2                          |                            |                            |  |    |                        |                        |                        |  |    |                   |                   |                   |
|  | O1                |               |               |   | Seattle*    | 2                          |                            |                            |  |    |                        |                        |                        |  |    |                   |                   |                   |
|  | O8                | Denver        | 3             |   |             |                            |                            |                            |  |    |                        |                        |                        |  |    |                   |                   |                   |
|  | O8                | Denver        | 3             |   | O8          | Denver                     | 3                          |                            |  |    |                        |                        |                        |  |    |                   |                   |                   |
|  |                   |               |               |   | O8          | Denver                     | 3                          |                            |  |    |                        |                        |                        |  |    |                   |                   |                   |
|  |                   | O5            | Utah          | 4 |             |                            |                            |                            |  |    |                        |                        |                        |  |    |                   |                   |                   |
|  | O4                | O5            | Utah          | 4 | San Antonio | 1                          |                            |                            |  |    |                        |                        |                        |  |    |                   |                   |                   |
|  | O4                |               |               |   | San Antonio | 1                          |                            |                            |  |    |                        |                        |                        |  |    |                   |                   |                   |
|  | O5                | Utah          | 3             |   |             |                            |                            |                            |  |    |                        |                        |                        |  |    |                   |                   |                   |
|  | O5                | Utah          | 3             |   |             |                            |                            |                            |  | O5 | Utah                   | 1                      |                        |  |    |                   |                   |                   |
|  | Conferencia Oeste |               |               |   |             |                            |                            |                            |  | O5 | Utah                   | 1                      |                        |  |    |                   |                   |                   |
|  |                   | O2            | Houston*      | 4 |             |                            |                            |                            |  |    |                        |                        |                        |  |    |                   |                   |                   |
|  | O3                | O2            | Houston*      | 4 | Phoenix     | 3                          |                            |                            |  |    |                        |                        |                        |  |    |                   |                   |                   |
|  | O3                |               |               |   | Phoenix     | 3                          |                            |                            |  |    |                        |                        |                        |  |    |                   |                   |                   |
|  | O6                | Golden State  | 0             |   |             |                            |                            |                            |  |    |                        |                        |                        |  |    |                   |                   |                   |
|  | O6                | Golden State  | 0             |   | O3          | Phoenix                    | 3                          |                            |  |    |                        |                        |                        |  |    |                   |                   |                   |
|  |                   |               |               |   | O3          | Phoenix                    | 3                          |                            |  |    |                        |                        |                        |  |    |                   |                   |                   |
|  |                   | O2            | Houston*      | 4 |             |                            |                            |                            |  |    |                        |                        |                        |  |    |                   |                   |                   |
|  | O2                | O2            | Houston*      | 4 | Houston*    | 3                          |                            |                            |  |    |                        |                        |                        |  |    |                   |                   |                   |
|  | O2                |               |               |   | Houston*    | 3                          |                            |                            |  |    |                        |                        |                        |  |    |                   |                   |                   |
|  | O7                | Portland      | 1             |   |             |                            |                            |                            |  |    |                        |                        |                        |  |    |                   |                   |                   |